# Río Nepeña
El río Nepeña forma parte de la Hoya Hidrográfica del Océano Pacífico. Está localizado en la costa centro norte del Perú, Región Áncash, provincia del Santa. Sus fuentes nacen en la Cordillera Negra y desembocan en el Océano Pacífico; no obstante, sus aguas no suelen llegan al mar, debido a su escaso caudal, salvo en ocasión de las grandes avenidas causadas por el Fenómeno del Niño, como en los años 2017, 2019 y 2023. El punto más distante de su nacimiento es la laguna de Tocanca, a 4.520 m s. n. m., donde el río toma el nombre de río Tocanca; a medida que desciende en su cauce recibe afluentes de las lagunas de Capado, Coñocranra y Wirí, tomando el nombre de río Carhuamarca. Descendiendo aún más se une al río Cólcap, el cual luego va a recibir también las aguas de los ríos Cosme y Lampanín; todo esto, en territorio del distrito de Cáceres del Perú. Luego, al empezar territorio del distrito de Moro, se le unen las aguas del río Larea (cuyo nacimiento remonta desde el distrito de Pamparomás). A lo largo de su recorrido el río va alimentando acequias de diverso caudal, la más alta de las cuales y la más larga es la de Recuaybamba.
A partir de los 500 m s. n. m, y descendiendo, el río Nepeña ha formado una extensa planicie de rico terreno sedimentario, el cual ha dado lugar en la historia a importantes asentamientos históricos, desde el Formativo (Cerro Blanco), seguido por los santas (Paredones) y los chimúes (Pañamarca y canales). Estos terrenos se emplean actualmente para la explotación agroindustrial de la caña de azúcar.
Los distritos que aprovechan las aguas del río Nepeña son: Pamparomás, Cáceres del Perú, Moro, Nepeña y Samanco. Precisamente las autoridades de estos distritos vienen impulsando el desarrollo integrado de la cuenca, a través de un convenio que empezó a regir en 2006. Los temas principales del convenio son el aprovechamiento tecnificado de las aguas, el almacenamiento del agua y el incremento de la carga hídrica.
La empresa privada Agroindustrias San Jacinto, ha construido varios reservorios de tierra, para el mejor aprovechamiento del recurso hídrico. La más ambiciosa construcción es la represa de Motocachi, construida en 2007, con un aforo de 4,5 millones de metros cúbicos.